# Didymaea floribunda
Didymaea floribunda là một loài thực vật có hoa trong họ Thiến thảo. Loài này được Rzed. mô tả khoa học đầu tiên năm 1983.